# Daybreak's Bell
«Daybreak's Bell» es el tercer sencillo editado en 2007 por el grupo japonés L'Arc~en~Ciel. Fue escogida como el opening de la serie anime Mobile Suit Gundam 00, que se estrenó apenas unos días antes de su lanzamiento. En un principio no estaba destinada a ser sencillo, por lo que en su composición, el guitarrista de la banda Ken optó por usar un compás de 4/4, raro en los sencillos de la banda. La demo de esta incluía hasta partituras para la batería, así que se conservó la imagen inicial dándole a la canción un toque diferente, nuevo y pegadizo, que además impresionó al resto de miembros de la banda y al público. Yukihiro, batería del grupo, fue el único en desacuerdo para hacerla sencillo, pero solo porque en un principio pensó que sería incapaz de tocar tal partitura.
La cara b del sencillo es, siguiendo la costumbre de los anteriores, una versión interpretada por P'UNK~EN~CIEL: natsu no yuu-utsu, original de su álbum heavenly (1995). Los arreglos de esta canción, variando entre el punk, thrash metal y heavy, son obra de Hyde, inspirados en el estilo de la banda Slayer. También fue la primera vez que Ken, esta vez en la posición de batería, utilizaba el doble pedal, y en este caso también se creyó incapaz pero acabó por conseguirlo. 

## Lista de canciones
| #  | Título                                                         | Compuesta por:            |
| -- | -------------------------------------------------------------- | ------------------------- |
| 1. | DAYBREAK'S BELL                                                | hyde (letra) ken (música) |
| 2. | Natsu no Yu-utsu [SEA IN BLOOD 2007]                           | hyde (letra) ken (música) |
| 3. | DAYBREAK'S BELL (hydeless version)                             | ken (música)              |
| 4. | Natsu no Yu-utsu [SEA IN BLOOD 2007] (TETSU P'UNKless version) | ken (música)              |

## Lista de ventas
| Lun | Mar | Mie | Jue | Vie | Sab | Dom | Posición Semanal | Ventas  |
| --- | --- | --- | --- | --- | --- | --- | ---------------- | ------- |
| -   | #1  | #1  | #1  | #1  | #1  | #1  | #1               | 115,673 |
| #1  | #6  | #6  | #4  | #4  | #2  | #2  | #4               | 22.460  |
| #2  | #12 | #14 | #11 | #9  | #8  | #7  | #11              | 11.834  |
| #7  | #26 | #30 | #19 | #21 | #15 | #15 | #19              | 8.295   |
| #13 | #33 | #33 | #34 | #32 | #25 | #24 | #27              | 5.201   |
| #19 | #33 | #30 | #29 | #24 | #25 | #29 | #28              | 4.688   |
| #24 | -   | -   | #42 | #47 | #46 | #40 | #45              | 3.153   |
| #43 | -   | -   | -   | -   | -   | -   | #73              | 1.732   |
|     | -   | -   | -   | -   | -   | -   |                  | 1.298   |
|     | -   | -   | -   | -   | -   | -   |                  | 1.233   |
|     | -   | -   | -   | -   | -   | -   |                  | 963     |
|     | -   | -   | -   | -   | -   | -   | #88              | 1.872   |
|     | -   | -   | -   | -   | -   | -   | #85              | 671     |
|     | -   | -   | -   | -   | -   | -   | #115             | 528     |
|     | -   | -   | -   | -   | -   | -   | #166             | 448     |
|     | -   | -   | -   | -   | -   | -   | #152             | 460     |
|     | -   | -   | -   | -   | -   | -   | #157             | 453     |
|     | -   | -   | -   | -   | -   | -   | #189             | 344     |

- Ventas Totales: 181 306

(33.º sencillo más vendido del año 2007 con 174 344 copias)